# 小麦胚芽油

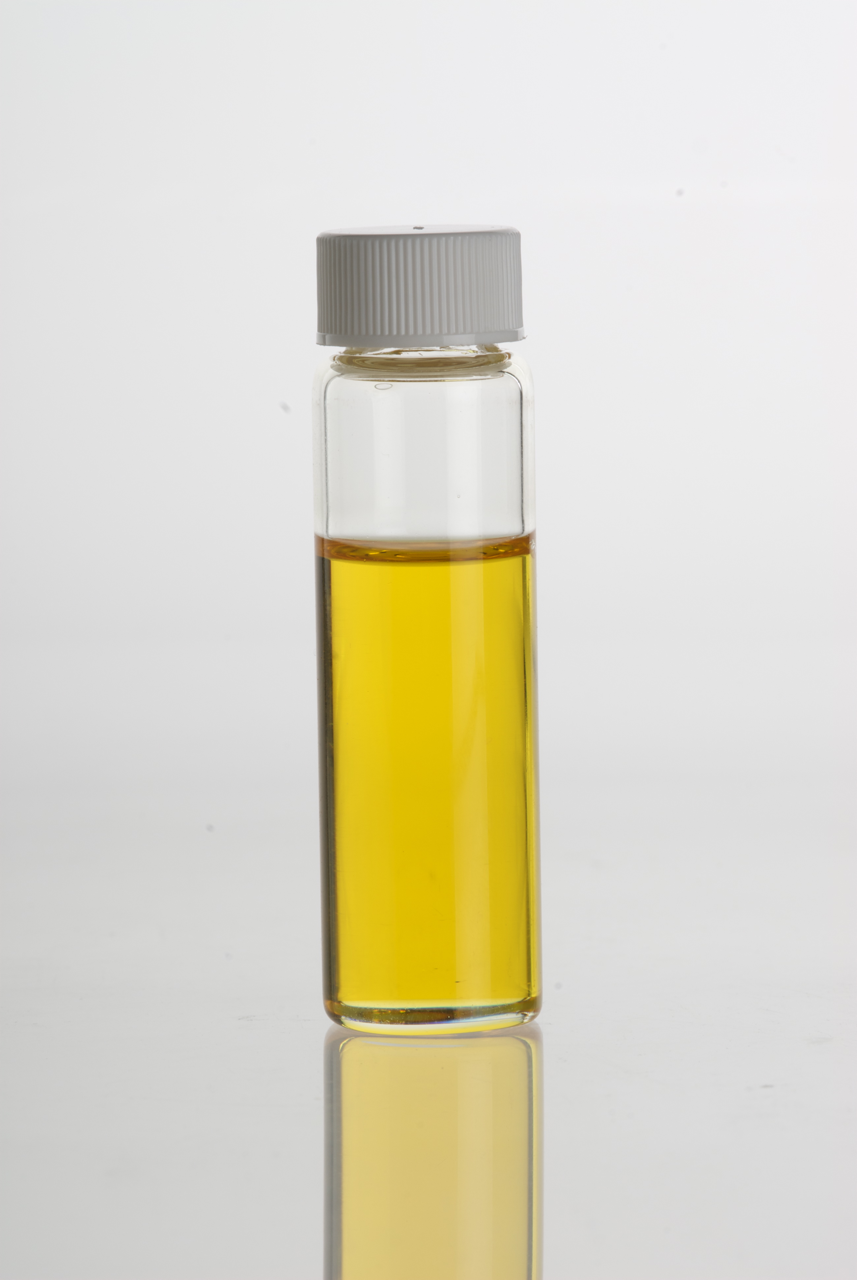
透明なバイアル瓶中のコムギ胚芽油

小麦胚芽油(こむぎはいがゆ、Wheat germ oil)は、コムギ全粒の2-3%の重量を占めるコムギ種子の胚から抽出される油である。コムギの胚からは、8-14%の油がとれる。
100gの小麦胚芽油のカロリーは、884calである。ビタミンEの含量が高いが(149 mg/100g)、その量は、押出成形処理、焙煎、または6週間の保管による酸化で大幅に減少する。料理油としては、風味が強く、日持ちがしない。
小麦胚芽油は、以下の脂肪酸を含む。
| 組成                     | g/100g |
| ------------------------ | ------ |
| リノール酸 (ω-6脂肪酸)   | 55     |
| パルミチン酸             | 17     |
| オレイン酸               | 15     |
| α-リノレン酸 (ω-3脂肪酸) | 7      |
小麦胚芽油は、フィトステロール、特にカンペステロールやβ-シトステロールの含有量が多く、これらは長期間の保存でも安定して残る。また、植物蝋に多く含まれる28炭素鎖のステロールであるオクタコサノールも含む。